# 木曽美雪
木曽 美雪（きそ みゆき、1965年2月2日 - ）は、日本の元アナウンサー。
アナウンサーとして静岡放送に在籍していた。同社退社後、2016年から掛川城公園管理事務所所長。

## 来歴・人物
静岡県掛川市出身。静岡県立掛川西高等学校・武蔵野音楽大学音楽学部声楽科卒業。
両親共に教師。掛川市立北中学校在学中より声楽家志望で、テノール歌手の加納堅志にピアノと声楽を教わる。高校生時代は音楽部でオペラ中心の生活を送る。声楽家を目指す一方で、音楽教師としての教員免許を取得して教員採用試験も合格していたが、ある時にふと出会った男性から「君はアナウンサー向き」と言われた（本人談）ことから、「人と違うことをやりたい」とも思って大学3年生の後半頃からその声を活かしてアナウンサーを目指すことを決意。アナウンサー学校に3か月のみ通っただけながら、静岡放送に合格して1987年4月に入社。
入社1年目の1987年10月から同期入社アナウンサーのニョミこと鈴木 如巳（すずき ゆみ）と共演でメインパーソナリティを務める番組『ニョミとミユキのペパーミントタイム』に出演。この番組のトークについて「ニョミがツッコミで私がボケ、漫才のボケとツッコミでやってます」と話している。アイドルデュオ・Winkがブレイクしてからは、自分たちを「SBSのWink」と名乗っていた。1989年にはこの番組での営業イベントの活動と実績が評価され、第15回（1989年度）のアノンシスト賞を受賞。
静岡放送退社後は掛川市に戻り、中学校の音楽講師や二の丸美術館の非常勤職員を務めた後、2016年から掛川城公園管理事務所所長を務め、内閣府の優良事例に上げられるほどの運営を行う。

## 出演番組
静岡放送アナウンサー時代

### ラジオ
- ニョミとミユキのペパーミントタイム
- ジョイスクエア ENJOY MUSIC
- パルシェサウンドブティック
- 元気爆発!パノラマワイド
- 井出孝の土曜はごきげん（1992年10月から鈴木如巳の後任）

### テレビ
- とっとき情報925[3]
など